# Marcus Urban

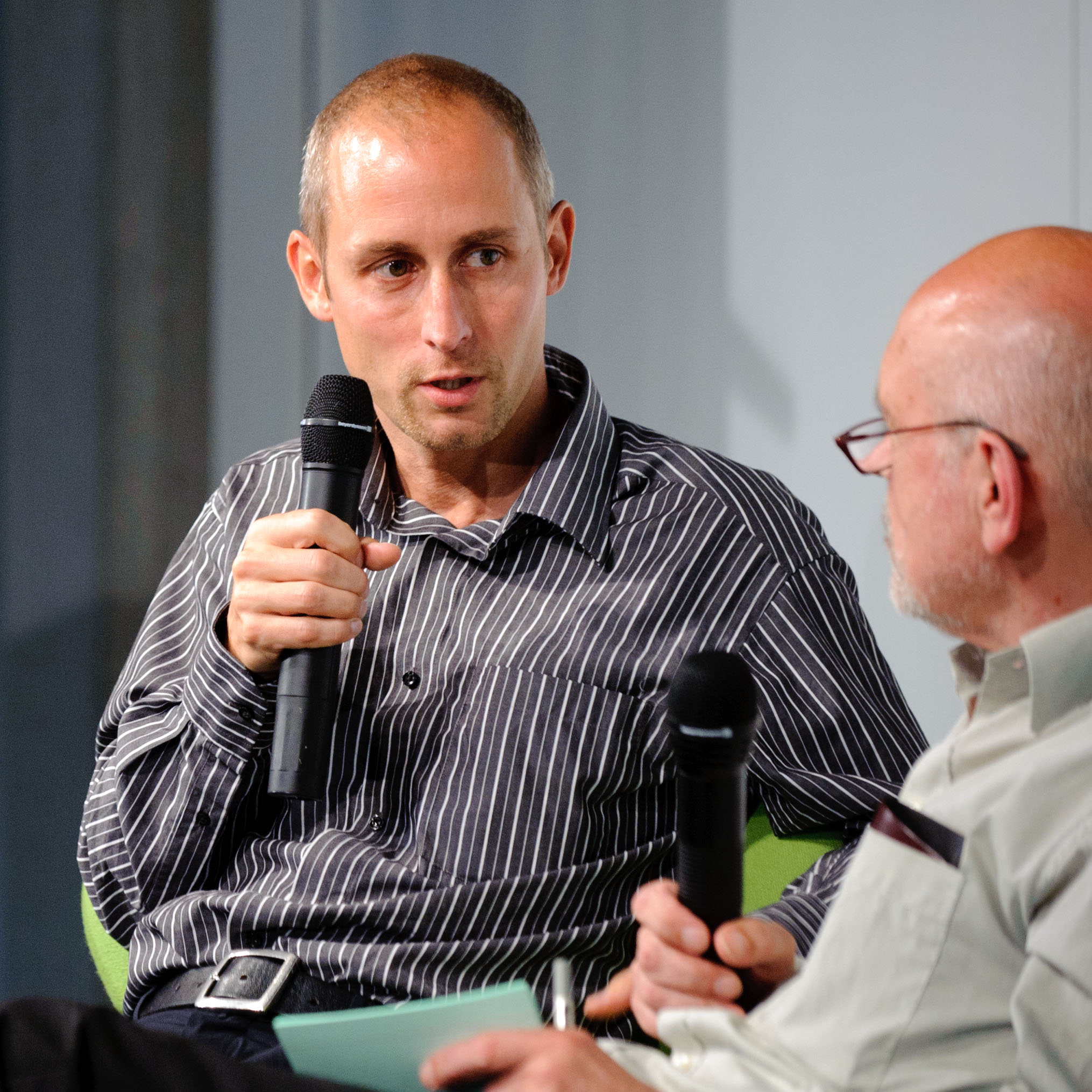
Marcus Urban (2011)

Marcus Urban (* 4. August 1971 in Weimar, früher Marcus Schneider) ist ein ehemaliger deutscher Fußballspieler, der durch die Veröffentlichung seiner Biografie „Versteckspieler“ bekannt wurde, die von Homophobie im Fußball handelt.

## Leben
Im Alter von 13 Jahren ging er zur Kinder- und Jugendsportschule nach Erfurt, an der er zusammen mit Weltmeistern und Olympiasiegern des DDR-Sports lernte. Er durchlief die DDR-Fußballnationalmannschaften verschiedener Altersklassen.
Urban war in den 1980er und Anfang der 1990er Jahre beim FC Rot-Weiß Erfurt Mittelfeldspieler in der Nachwuchsoberliga, was heute einer Nachwuchsbundesliga entspräche, wobei er gegen spätere Spieler der deutschen Nationalmannschaft wie Bernd Schneider, Thomas Linke, Steffen Freund oder Frank Rost spielte. Er stand kurz davor, Berufsfußballer zu werden, aber der Druck, sich als Homosexueller in der Fußballwelt verstecken zu müssen, verhinderte eine mögliche Karriere.
Er studierte Stadt- und Regionalplanung an der Bauhaus-Universität in Weimar und schloss 2000 als Diplom-Ingenieur mit Spezialisierung auf Erneuerbare Energien ab. Im November 2007 hatte er in einem Interview sein Coming-out als Homosexueller. 2008 erschien seine Biografie mit dem Titel „Versteckspieler. Die Geschichte des schwulen Fußballers Marcus Urban“.
Sein Weg führte ihn in die Arbeit als Ingenieur für Windkraftplanung, in unterschiedliche Kulturen, in die Design-Welt Mailands und in die Arbeit mit behinderten Künstlern. Heute ist er gefragter Aufklärer in den Medien sowie Berater und Bildungsreferent in Lesungen und Seminare. Er wird als Diversität-Berater und Personal Coach für Einzelpersonen und Organisationen zu einem Ratgeber zu Fragen der Selbstsicherheit und zu den Themen Vielfalts- und Interkulturelle Kompetenzen. Urban hielt Reden im Sportausschuss des Deutschen Bundestages oder bei Wirtschaftsunternehmen, arbeitete für den Deutschen Olympischen Sportbund, den DFB und veranstaltete Lesungen an Theatern und in sozialen Einrichtungen.
Urban ist Vorstand des Vereins für Vielfalt in Sport und Gesellschaft und Mitgründer des Expertennetzwerkes „Fußball für Vielfalt“, früher „Fußball gegen Homophobie“, einem Projekt der Bundesstiftung Magnus Hirschfeld.